# 岩切正一郎
岩切 正一郎（いわきり しょういちろう、1959年 - ）は、日本のフランス文学者、詩人である。国際基督教大学学長・教養学部アーツ・サイエンス学科教授。専門はシャルル・ボードレールをはじめとした近現代フランス詩・演劇。

## 人物
宮崎県出身。宮崎大学教育学部附属中学校、宮崎県立宮崎西高等学校、東京大学文学部仏文科卒業、東京大学大学院人文科学研究科博士課程満期退学、パリ第7大学テクスト・資料科学科第三課程修了（DEA）。1996年、国際基督教大学教養学部助教授、2007年、同教授、2011年、同大学アドミッションズ・センター長、2019年、同教養学部長を経て、2020年、日比谷潤子学長の任期満了に伴い学長就任。任期は、2020年4月1日から2024年3月31日までの4年間。
2007年、蜷川幸雄の演出作品『ひばり』（ジャン・アヌイ作）と『カリギュラ』（アルベール・カミュ作）の翻訳を担当し、その業績によって2008年の第15回「湯浅芳子賞」を受賞した。

## 著書
- 『さなぎとイマーゴ ボードレールの詩学』（書肆心水）
- 『草と貝殻』（春秋社）

### 詩集
- 『木漏れ日の記憶・蛹（さなぎ）の夜』（七月堂）
- 『秋の余白に・岩切正一郎詩集』（ふらんす堂）
- 『エストラゴンの靴 岩切正一郎詩集』（ふらんす堂）
- 『視草の襞　詩集』（らんか社）
- 『翼果のかたちをした希望について』（らんか社）
- 『HAPAX』（思潮社）
- 『詩集 La Citrondelle』（らんか社）

### 翻訳
- ドミニク・ボナ『ガラ　炎のエロス』（筑摩書房、1997年）
サルバドール・ダリの妻ガラ・エリュアールの伝記
- ポール・ゴーギャン『ノアノア』（ちくま学芸文庫、1999年）
- パスカル・カザノヴァ『世界文学空間　文学資本と文学革命』（藤原書店、2002年）大著
- ルネ・ジラール『サタンが稲妻のように落ちるのが見える』（新教出版社、2008年）
- ジャン＝ポール・サルトル『アルトナの幽閉者』（閏月社、2025年）
以下は各（ハヤカワ演劇文庫：早川書房）
- 『ジャン・アヌイ　ひばり』、2007年
- 『アルベール・カミュ　カリギュラ』、2008年
- 『ジャン・ジロドゥ トロイ戦争は起こらない』、2017年